# Tomàs Metzger i Milans
Tomàs Metzger i Milans (Tarragona 31 de gener de 1790 - La Seu d'Urgell juny de 1853), va ser un militar català i el 15è alcalde de Barcelona.
Fill de Tomàs Metzger i Lang capità del Regiment de Suïssos natural d'Ottmarshem, Basilea i Marianna Milans i Sellarés de Tortosa. Va ser un dels darrers membre de la nissaga Milans de Canet de Mar, una família que havia donat famosos metges i músics.
Dins de la carrera militar va arribar al grau de coronel i quan estava en situació de "Coronel excedente de Estados Mayores de Plaza", va ser nomenat nomenat alcalde corregidor de la Ciudad de Barcelona per reial decret el 5 d'agost de 1846.
Va rellevar a Erasme de Janer i de Gònima, del que es deia que era "l'home més ric de Barcelona", en una sessió extraordinària per al seu nomenament el 20 d'agost de 1846. Metzger va assumir el càrrec remarcant la seva vinculació al país i prometent ser just i recte. Va actuar amb prudència, tal com havia promés en un curt mandat de poc més d'un any.
El 8 de setembre 1847 fou nomenat el seu successor, Pere Bardají i Balanzat. Casat amb Josefa Aznar i Labrador, natural de Fraga.